# Julie – Eine Frau gibt nicht auf
Julie – Eine Frau gibt nicht auf (Originaltitel À plein temps, englischer Titel Full Time) ist ein französischer Spielfilm aus dem Jahr 2021 von Éric Gravel mit Laure Calamy, Anne Suarez und Geneviève Mnich.

## Handlung
Julie Roy lebt nach der Trennung von ihrem Mann als alleinerziehende Mutter zweier kleiner Kindern in einem Vorort von Paris, weil dort die Miete günstiger ist, die ländliche Gegend besser für die Kinder geeignet ist und außerdem näher an der Wohnung ihres Ex-Manns ist, der bei den Unterhaltszahlungen unzuverlässig ist.
Dafür nimmt sie allerdings in Kauf, täglich für ihren Job in die Hauptstadt und zurück pendeln zu müssen. In Paris leitet sie in einem Luxushotel das Team der Zimmermädchen. Die Kinder werden noch im Finstern bei einer Nachbarin abgegeben, die unzufrieden ist, weil ihr die Kleinen zu anstrengend werden und die Mutter es am Abend nicht schafft, sie zur vereinbarten Zeit wieder abzuholen. Ein Transportstreik und Demonstrationen auf den Straßen sorgen für zusätzliche Schwierigkeiten und Verspätungen.
Der Job im Hotel ist für Julie unbefriedigend und das Verhältnis zu ihrer Vorgesetzten angespannt. Die ausgebildete Marktforscherin Julie strebt daher eine Stelle an, die ihrer Ausbildung entspricht. Schließlich wird sie zu einem Vorstellungsgespräch eingeladen, wofür sie Freizeit braucht, was zu weiteren Konflikten mit der Hotelleitung führt.
Nachdem ihr Vorstellungsgespräch gut verlaufen ist, wird sie zu einem Treffen mit dem Abteilungsleiter eingeladen, allerdings willigt dieses Mal keiner ihrer Kollegen ein, für sie einzuspringen. Daher bittet sie eine junge Angestellte in der Probezeit mittels ihres Ausweises ihre Abwesenheit zu verheimlichen. Nachdem dies auffliegt werden Julie und die junge Kollegin entlassen.
Bei dem Unternehmen, bei dem sie ihr Vorstellungsgespräch hatte, antwortet ihr die Sekretärin, wenn sie keine Antwort erhalten habe, liege das wohl daran, dass ihre Bewerbung nicht erfolgreich war. Julie bewirbt sich daher um eine Stelle als Kassiererin in einem Supermarkt in der Nähe ihres Wohnortes. Schließlich erhält sie einen Anruf, dass sie die Stelle als Marktforschungsmanagerin, auf die sie sich ursprünglich beworben hatte, doch erhalten hat.

## Besetzung und Synchronisation
Die deutschsprachige Synchronisation übernahm die Think Global Media GmbH. Dialogregie führte Diana Borgwardt, die auch das Dialogbuch schrieb.
| Rolle                  | Darsteller               | Synchronsprecher      |
| ---------------------- | ------------------------ | --------------------- |
| Julie Roy              | Laure Calamy             | Uschi Hugo            |
| Amina                  | Dana Fiaque              | Nora Kunzendorf       |
| Carole                 | Evelyne El Garby Klaï    | Jana Kozewa           |
| Chloé                  | Sasha Lemaitre Cremaschi | Annika Theusner       |
| Inès                   | Mareme N'Diaye           | Gundi Eberhard        |
| Jeanne Delacroix       | Lucie Gallo              | Janin Stenzel         |
| Lydia                  | Mathilde Weil            | Gabrielle Pietermann  |
| Madame Lusigny         | Geneviève Mnich          | Sabina Trooger        |
| Nolan                  | Nolan Arizmendi          | Karl Alwin Solvik     |
| Paul, der Kammerdiener | Olivier Faliez           | Matthias Scherwenikas |
| Sophie                 | Agathe Dronne            | Julia Blankenburg     |
| Sylvie                 | Anne Suarez              | Diana Borgwardt       |
| Vincent                | Cyril Gueï               | Tino Kießling         |

## Produktion und Hintergrund
Die Dreharbeiten fanden vom 14. September bis zum  6. November 2020 in Frankreich statt, gedreht wurde in den Regionen Bourgogne-Franche-Comté und Île-de-France sowie in Paris.
Der Film wurde von der französischen Novoprod produziert, als Produzenten fungierten Raphaëlle Delauche und Nicolas Sanfaute. Beteiligt war France 2 Cinéma. Den Weltvertrieb übernahm die belgische Be for Films, den Verleih in Frankreich Haut et Court, in Deutschland der Fugu Filmverleih und in Österreich Filmladen. Unterstützt wurde die Produktion von Normandie Images, der Région Bourgogne-Franche-Comté und dem Centre national du cinéma et de l’image animée.
Die Kamera führte Victor Seguin, die Musik schrieb Irène Drésel, die Montage verantwortete Mathilde Van de Moortel und das Casting Youna De Peretti. Das Szenenbild gestaltete Thierry Lautout, das Kostümdesign Caroline Spieth, den Ton Dana Farzenhpour und das Maskenbild Sylvie Aïd-Denisot.

## Veröffentlichung
Premiere war am 2. September 2021 im Rahmen der 78. Internationalen Filmfestspiele von Venedig, wo der Film in der Sektion Orizzonti gezeigt und mit dem Preis für die beste Regie und die beste Darstellerin (Laure Calamy) ausgezeichnet wurde. In Deutschland wurde der Film am Filmfest München 2022 gezeigt.
Kinostart war in Frankreich am 16. März 2022 und in Deutschland am 7. März 2024. In Österreich kam der Film am 14. Juni 2024 in die Kinos.
Auf Canal+ wurde der Film am 7. Februar 2023 erstmals ausgestrahlt.

## Rezeption
Am 13. Juni 2024 waren 60 von 61 bei Rotten Tomatoes aufgeführte Kritiken positiv bei einer durchschnittlichen Bewertung von 8,1 der 10 möglichen Punkte. Bei Metacritic erhielt der Film am 13. Juni 2024 einen Metascore von 83 von 100 möglichen Punkten, der auf 15 Rezensionen basierte.
Filmdienst bezeichnete die Produktion als „virtuos inszeniertes, in der Hauptrolle brillant gespieltes Sozialdrama über das halsbrecherische Tempo der modernen Arbeitswelt“.
Andreas Kilb meinte in der Frankfurter Allgemeinen Zeitung, dass das großartige Spiel der Darstellerin Laure Calamy noch wichtiger als die Geschichte sei. Politik und Sozialkritik suche man vergebens, es gehe um den Wettlauf gegen die Zeit, nicht um den Kampf gegen die Verhältnisse, die der Film als selbstverständlich hinnehme. Im Grunde erzählt der Film gar keine Geschichte, er erschafft einen Charakter, der zugleich ein Zeitbild sei.
Oliver Armknecht vergab auf film-rezensionen.de sieben von zehn Punkten. Das Drama sei spannend und schaffe es wie kaum ein anderer Film, den Druck zu veranschaulichen, den ein täglicher Überlebenskampf mit sich bringt. Für eine tatsächliche Auseinandersetzung mit dem Thema bleibe allerdings nicht wirklich Zeit.
Die österreichische Programmzeitschrift TV-Media bewertete den Film mit drei von vier Punkten. Die Handlung möge vermeintlich langweilig klingen, sein Ziel, eine Frau zu zeigen, die gegen ihren Untergang kämpft, gehe in diesem Drama-Thriller-Mix aber voll auf und der Showdown sei extrem spannend. Éric Gravel bediene sich gekonnt schneller Schnitte und der Handkamera, um seine Figur immer mehr in einen Strudel aus Verzweiflung und Chaos geraten zu lassen, verliere sich aber nie in Effekthascherei.

## Auszeichnungen und Nominierungen (Auswahl)
Internationale Filmfestspiele von Venedig 2021
- Auszeichnung mit dem Preis der Sektion Orizzonti für die beste Regie (Éric Gravel)
- Auszeichnung mit dem Preis der Sektion Orizzonti für die beste Darstellerin (Laure Calamy)

César 2023
- Nominierung in der Kategorie Beste Hauptdarstellerin (Laure Calamy)
- Nominierung in der Kategorie Bestes Originaldrehbuch (Éric Gravel)
- Auszeichnung in der Kategorie Bester Schnitt (Mathilde Van de Moortel)
- Auszeichnung in der Kategorie Beste Filmmusik (Irène Drésel)

Prix Lumières 2023
- Nominierung in der Kategorie Beste Darstellerin (Laure Calamy)
- Nominierung in der Kategorie Beste Filmmusik (Irène Drésel)

London Critics’ Circle Film Award 2024
- Nominierung in der Kategorie Beste technische Leistung (Mathilde Van de Moortel, Schnitt)